# Hamas
Hamas (arabisk: حماس, tr. Ḥamās, officielt arabisk: حركة المقاومة الاسلامية, tr. Ḥarakat al-Muqāwamah al-ʾIslāmiyyah, "Den Muslimske Modstandsbevægelse"; ordet betyder også "iver" eller "begejstring" på arabisk) er en militant palæstinensisk islamistisk og nationalistisk bevægelse. Organisationen er på én gang et politisk parti og en militær og social organisation. Den deltager i politiske valg i det palæstinensiske selvstyreområde, står bag væbnede angreb mod militære og civile mål i Israel og har etableret et socialt sikkerhedsnet i Gazastriben. Hamas anses af bl.a. USA og EU for at være en terrororganisation. Bevægelsens erklærede mål er at oprette en uafhængig islamisk stat i det historiske Palæstina.
Hamas var oprindelig tilknyttet Det muslimske broderskab, men ophævede i 2017 båndene hertil. Hamas kontrollerede Gazastriben fra 2007 til Gazakrigens start i 2023, men opererer også på Vestbredden.
Hamas stod bag angrebet på Israel 7. oktober 2023, som udløste Gazakrigen 2023-nu.

## Historie
Hamas blev grundlagt i december 1987 af palæstinensiske medlemmer af Det muslimske broderskab samtidig med starten på den første palæstinensiske intifada eller opstand mod den israelske besættelse. De centrale grundlæggere var Ahmed Yassin og Abdel Aziz al-Rantissi. Den nye organisation opnåede hurtigt stor tilslutning, samtidig med at den kom i konflikt med PLO, der i 1988 havde anerkendt Israels ret til at eksistere. Hamas handlede uafhængigt af andre palæstinensiske organisationer, hvilket skabte konflikter mellem gruppen og dens sekulære nationalistiske modparter blandt palæstinenserne.
I 1989 blev organisationen forbudt af Israel - hvilket styrkede dens position i den palæstinensiske befolkning - og i 1991 etablerede Hamas sin militære gren, Izz al Din al-Qassam-brigaderne. Parallelt med den militære opbygning etablerede organisationen et et omfattende netværk med sociale tilbud, som også bidrog til dens popularitet. Tilslutningen til Hamas steg igennem 1990'erne og ind i 2000-tallet. Partiet deltog ikke i det palæstinensiske præsidentvalg i 2005, men vandt parlamentsvalget til det Palæstinensiske Lovgivende Råd i 2006 med 74 ud af de 132 mandater. Partiet dannede derpå regering med Ismail Haniyeh som ministerpræsident. Tiltagende interne spændinger mellem de palæstinensiske grupper førte i 2007 til militære kampe mellem Hamas' og det konkurrerende Fathas sikkerhedsstyrker. Her fordrev Hamas Fatah fra Gazastriben og overtog den fulde kontrol med området, mens præsident Mahmoud Abbas samtidig afskedigede Haniyeh og opløste den palæstinensiske samlingsregering. Herefter har Hamas alene haft kontrollen med Gaza. Der har siden været flere mæglingsforsøg mellem de to organisationer. I 2014 indgik de således på ny i en samlingsregering, men året efter meddelte præsident Abbas, at regeringen ville gå af igen.

## Militær aktivitet
Hamas' militære virksomhed blev påbegyndt i 1992, hvor organisationens militære gren, Izz al-Din al-Qassam-styrken, iværksatte angreb mod Israel. Angrebene er fortsat med mellemrum, afbrudt af forskellige våbenhviler og anden stilstand.
Efter at den jødiske ekstremist Baruch Goldstein udførte en massakre og dræbte 39 bedende muslimer i en moske i Hebron i 1994, påbegyndte Hamas selvmordsaktioner i Israel. Blandt de første aktioner var et selvmordsangreb mod en bus i Afula, der dræbte otte israelere. Et af de mest kendte angreb var på et hotel i Netanya i marts 2002, hvor 30 personer blev dræbt og over 100 såret.
Israel besvarede angrebene ved dels at isolere Gaza med en blokade, dels ved at dræbe nogle af Hamas' ledere, arrestere aktivister og foretage flere direkte militære operationer. Hamas' første leder, Ahmad Yassin, blev dræbt ved et israelsk attentat i 2004, og hans efterfølger Abdel Aziz al-Rantissi senere samme år. Også den senere leder Khaled Mishaal blev forsøgt dræbt af israelske agenter i ved et attentatforsøg i Amman i 1997. I 2000-tallet bestod Hamas' militære aktivitet i de første mange år hovedsageligt af raketangreb fra Gaza imod Israel. Målene var mest i det sydlige Israel, men også storbyerne Tel Aviv og Jerusalem er blevet ramt. Raketbeskydningen mod civile mål i Israel førte til flere israelske militære aktioner imod Gaza, hvoraf de største indtil 2023 var Israel-Gaza-konflikten 2008-2009, en israelsk offensiv mod Gaza i 2012, der førte til en syv dage lang krig, hvor 170 palæstinensere og seks israelere mistede livet, Gazakrigen i 2014 med 2145 døde palæstinensere, 66 israelske soldater og seks civile israelere, og syv år senere Gaza-krigen i 2021.
Terrorangrebet den 11. september 2001 gav større opmærksomhed om bekæmpelse af terrorisme og på forbindelsen mellem islamisme og terrorisme over hele verden. Efter angrebet pointerede Israel et israelsk-amerikansk skæbnefællesskab og sårbarhed overfor terrorisme. Efter opfordring fra Israel satte både EU og USA Hamas på listen over terrororganisationer.

### Krigen i 2023
Den 7. oktober 2023 rettede Hamas sit hidtil mest omfattende angreb mod Israel fra Gaza med både raketter og væbnede styrker. Ca. 1200 civile israelere blev dræbt under angrebet, og Hamas tog ca. 240 gidsler med sig tilbage til tunnelsystemet, som bevægelsen havde etableret under Gaza. Angrebet blev besvaret med israelske bombardementer af og efterfølgende invasion i Gaza og udløste dermed Gazakrigen fra 2023. Omkring et år senere rapporteredes krigen at have medført ca. 51.000 dræbte i Gaza, hvoraf en del var militante fra Hamas, men langt størstedelen civile, hvor over 50 procent er kvinder og børn. Minimum 3100 børn, som er blevet dræbt er under 5år. Hamas havde på det tidspunkt fortsat ca. 100 israelske gidsler i sin varetægt.

## Politisk grundlag
I 1988 offentliggjorde Hamas sit charter, der udtalte, at Palæstina var et islamisk hjemland, som aldrig kan overgives til ikke-muslimer, og at hellig krig for at fravriste Israel kontrollen med Palæstina var en religiøs pligt for palæstinensiske muslimer. Dokumentet rummede også flere angreb på jøderne som et folk, hvilket har ført til anklager om antisemitisme. Således henviste det til det antisemitiske skrift Zions Vises Protokoller.
I maj 2017 fik Hamas et nyt charter, hvor de eksplicitte antisemitiske referencer blev fjernet. I stedet udtaler dokumentet, at organisationen ikke ønsker krig med det jødiske folk, men med "zionismen, der er drivende bag besættelsen af Palæstina". Det nye charter anerkendte fortsat ikke Israel, men åbnede for en palæstinensisk stat indenfor grænserne fra 1967, dvs. i Gaza og på Vestbredden. I det nye charter blev forbindelsen til Det muslimske broderskab også fjernet. Dette træk vurderedes som et forsøg på at forbedre forbindelserne med Golfstaterne og Egypten, som anser broderskabet for at være en terrorbevægelse. I stedet præsenterede Hamas sig som en palæstinensisk national bevægelse.

## Hovedkvarter
Oprindelig blev Hamas ledet fra bevægelsens ledere i Palæstina. I 1989 arresterede Israel grundlæggeren Ahmed Yassin og en række andre af Hamas' ledere. I de følgende år reorganiserede organisationen sig for bl.a. at kunne placere nøglepersoner udenfor Israels rækkevidde. Et politbureau blev dannet i Amman i Jordan. I 1999 blev lederne dog udvist af Jordan, og i 2001 oprettede man et nyt hovedkvarter i Damaskus i Syrien. I 2012 flyttedes hovedkvarteret igen, nu til Doha i Qatar.

## Lederskab
Hamas' politiske leder var ved Gazakrigens udbrud i 2023 Ismail Haniyeh. Han blev dræbt af en sprængladning i Teheran i Iran i juli 2024, hvorefter Yahya Sinwar blev udnævnt til hans efterfølger. Da Sinwar blev dræbt af israelske soldater i byen Rafah i Gazastriben i oktober 2024, overtog Khaled Mashal posten som fungerende leder.